# Edvinas Krungolcas
Edvinas Krungolcas (ur. 21 stycznia 1973 w Wilnie) – litewski pięcioboista nowoczesny, medalista olimpijski.

## Życiorys
W trakcie kariery sportowej dwukrotnie wystartował na letnich igrzyskach olimpijskich. W Atenach w 2004 zajął 32. miejsce, w Pekinie w 2008 wywalczył srebrny medal. Jest wielokrotnym medalistą mistrzostw świata (w tym indywidualnym mistrzem świata), a także mistrzostw Europy (w tym trzykrotnym indywidualnym mistrzem Europy).
W 1991 ukończył szkołę średnią, a w 1994 studia licencjackie w zakresie prawa. Magisterium uzyskał w 2002 na Uniwersytecie Michała Römera. W 2012 wstąpił do Związku Ojczyzny, kandydując w tymże roku z ramienia konserwatystów w wyborach parlamentarnych.
Odznaczony Krzyżem Oficerskim (2003) i Krzyżem Komandorskim (2008) Orderu „Za Zasługi dla Litwy”.

## Osiągnięcia sportowe

### Igrzyska olimpijskie
| Olimpiada  | Miejsce | Rok  | Konkurencja   | Miejsce |
| ---------- | ------- | ---- | ------------- | ------- |
| Pekin 2008 | Pekin   | 2008 | indywidualnie |         |

### Mistrzostwa świata
| Mistrzostwa Świata | Miejsce       | Rok  | Konkurencja   | Miejsce |
| ------------------ | ------------- | ---- | ------------- | ------- |
| Meksyk 1998        | Meksyk        | 1998 | sztafeta      |         |
| Budapeszt 1999     | Budapeszt     | 1999 | drużynowo     |         |
| Millfield 2001     | Millfield     | 2001 | drużynowo     |         |
| San Francisco 2002 | San Francisco | 2002 | sztafeta      |         |
| San Francisco 2002 | San Francisco | 2002 | drużynowo     |         |
| Gwatemala 2006     | Gwatemala     | 2006 | indywidualnie |         |
| Gwatemala 2006     | Gwatemala     | 2006 | drużynowo     |         |
| Budapeszt 2008     | Budapeszt     | 2008 | sztafeta      |         |
| Londyn 2009        | Londyn        | 2009 | drużynowo     |         |
| Chengdu 2010       | Chengdu       | 2010 | drużynowo     |         |

### Mistrzostwa Europy
| Mistrzostwa Europy  | Miejsce        | Rok  | Konkurencja   | Miejsce |
| ------------------- | -------------- | ---- | ------------- | ------- |
| Uppsala 1998        | Uppsala        | 1998 | indywidualnie |         |
| Sofia 2001          | Sofia          | 2001 | indywidualnie |         |
| Ústí nad Labem 2003 | Uście nad Łabą | 2003 | indywidualnie |         |
| Albena 2004         | Albena         | 2004 | indywidualnie |         |
| Montepulciano 2005  | Montepulciano  | 2005 | indywidualnie |         |
| Moskwa 2008         | Moskwa         | 2008 | sztafety      |         |
| Lipsk 2009          | Lipsk          | 2009 | drużynowo     |         |
| Lipsk 2009          | Lipsk          | 2009 | sztafety      |         |
| Debreczyn 2010      | Debreczyn      | 2010 | sztafety      |         |
| Debreczyn 2010      | Debreczyn      | 2010 | drużynowo     |         |